# 58.ª edición de los Premios Grammy
La 58.ª edición de los Premios Grammy se llevó a cabo el 15 de febrero de 2016 en el Staples Center de Los Ángeles en California, en reconocimiento a las mejores grabaciones, composiciones y artistas del periodo de elegibilidad que comprendió desde el 1 de octubre de 2014 al 30 de septiembre de 2015.

## Performances
| Artista(s)                                                                    | Canción(es) |
| ----------------------------------------------------------------------------- | --- |
| Adele                                                                         | "All I Ask" |
| Kendrick Lamar                                                                | "The Blacker the Berry" "Alright" |
| The Weeknd                                                                    | "Can't Feel My Face" "In the Night" |
| Little Big Town                                                               | "Girl Crush" |
| Demi Lovato Meghan Trainor John Legend Luke Bryan Tyrese Gibson Lionel Richie | Homenaje a Lionel Richie "You Are" "Easy" Hello" "Penny Lover" "Brick House" "All Night Long (All Night)"                                                   |
| Pitbull Sofía Vergara Robin Thicke Travis Barker Joe Perry                    | "El Taxi" "Bad Man" |
| Justin Bieber Diplo Skrillex                                                  | "Love Yourself" "Where Are Ü Now" |
| Carrie Underwood Sam Hunt                                                     | "Take Your Time" "Heartbeat" |
| Ellie Goulding Andra Day                                                      | "Rise Up" "Love Me Like You Do" |
| Tori Kelly James Bay                                                          | "Hollow" "Let It Go" |
| Personaje de Hamilton                                                         | "Alexander Hamilton" |
| Lady Gaga Nile Rodgers                                                        | Tributo a David Bowie "Space Oddity" "Changes" "Ziggy Stardust" "Suffragette City" "Rebel Rebel" "Fashion" "Fame" "Under Pressure" "Let's Dance" "'Heroes'" |
| The Hollywood Vampires                                                        | Tributo a Lemmy "As Bad as I Am" "Ace of Spades" |
| Chris Stapleton Gary Clark Jr. Bonnie Raitt                                   | Tributo a B.B. King "The Thrill Is Gone" |
| Alabama Shakes                                                                | "Don't Wanna Fight" |
| Miguel Greg Phillinganes                                                      | Tributo a Michael Jackson "She's Out of My Life" |
| Taylor Swift                                                                  | "Out of the Woods" |
| Eagles Bernie Leadon Jackson Browne                                           | Tributo a Glenn Frey "Take It Easy" |
| Joey Alexander                                                                | Piano solo |
| Stevie Wonder Pentatonix                                                      | Tributo a Maurice White "That's the Way of the World" |

## Presentadores
- Cam[15]
- Stephen Colbert[15]
- Common[15]
- James Corden[15]
- Kaley Cuoco[15]
- Selena Gomez[15]
- Ariana Grande[15]
- Ice Cube[15]
- O'Shea Jackson Jr.[15]
- Anna Kendrick[15]
- Seth MacFarlane[15]
- Ryan Seacrest[15]
- Ed Sheeran[15]
- Pentatonix
- Stephen Colbert
- Don Cheadle
- Bruno Mars
- Bonnie Raitt
- LL Cool J
- Dave Grohl
- Earth, Wind & Fire
- Beyoncé

## Categorías generales

### Grabación del año
| Ganador/Receptor | Nominados | Ref.  |
| --- | --- | ----- |
| - «Uptown Funk» – Mark Ronson con Bruno Mars - Jeff Bhasker, Bruno Mars & Mark Ronson, productores; Josh Blair, Riccardo Damian, Serban Ghenea, Wayne Gordon, John Hanes, Inaam Haq, Boo Mitchell, Charles Moniz & Mark Ronson, ingenieros/mezcladores de audio; Tom Coyne, ingeniero de masterización | - «Really Love» — D'Angelo and the Vanguard - D'Angelo & Brent Fischer, productores; Russell Elevado, Ben Kane & Rafa Sardina, ingenieros/mezcladores de audio; Dave Collins, ingeniero de masterización - «Thinking Out Loud» – Ed Sheeran - Jake Gosling, productor; Jake Gosling, Mark «Spike» Stent & Geoff Swan, ingenieros/mezcladores de audio; Stuart Hawkes, ingeniero de masterización - «Blank Space» – Taylor Swift - Max Martin & Shellback, productores; Serban Ghenea, John Hanes, Sam Holland & Michael Ilbert, ingenieros/mezcladores de audio; Tom Coyne, ingeniero de masterización - «Can't Feel My Face» – The Weeknd - Max Martin & Ali Payami, productores; Serban Ghenea, John Hanes & Sam Holland, ingenieros/mezcladores de audio; Tom Coyne, ingeniero de masterización | [ 1 ] |

### Álbum del año
| Ganador/Receptor | Nominados | Ref.  |
| --- | --- | ----- |
| - 1989 – Taylor Swift - Jack Antonoff, Nathan Chapman, Imogen Heap, Max Martin, Mattman & Robin, Ali Payami, Shellback, Taylor Swift, Ryan Tedder & Noel Zancanella, productores; Jack Antonoff, Mattias Bylund, Smith Carlson, Nathan Chapman, Serban Ghenea, John Hanes, Imogen Heap, Sam Holland, Michael Ilbert, Brendan Morawski, Laura Sisk & Ryan Tedder, ingenieros/mezcladores de audio; Tom Coyne, ingeniero de masterización | - Sound & Color – Alabama Shakes - Alabama Shakes & Blake Mills, productores; Shawn Everett, ingenieros/mezcladores de audio; Bob Ludwig, ingeniero de masterización - To Pimp a Butterfly – Kendrick Lamar - Bilal, George Clinton, James Fauntleroy, Ronald Isley, Rapsody, Snoop Dogg, Thundercat & Anna Wise, artistas invitados; Taz Arnold, Boi-1Da, Ronald Colson, Larrance Dopson, Flying Lotus, Fredrik «Tommy Black» Halldin, Knxwledge, Koz, Lovedragon, Terrace Martin, Rahki, Sounwave, Tae Beast, Thundercat, Whoarei & Pharrell Williams, productores; Derek «Mixedbyali» Ali, Thomas Burns, Andrew Coleman, Hart Gunther, James «The White Black Man» Hunt, Mike Larson, 9th Wonder & Matt Schaeffer, ingenieros/mezcladores de audio; Mike Bozzi, ingeniero de masterización - Traveller – Chris Stapleton - Dave Cobb & Chris Stapleton, productores; Vance Powell, ingeniero/mezclador de audio; Pete Lyman, ingeniero de masterización - Beauty Behind the Madness – The Weeknd - Lana Del Rey, Labrinth & Ed Sheeran, artistas invitados; DannyBoyStyles, Mike Dean, Ben Diehl, Labrinth, Mano, Max Martin, Stephan Moccio, Carlo Montagnese, Ali Payami, The Pope, Jason Quenneville, Peter Svensson, Abel Tesfaye & Kanye West, productores; Jay Paul Bicknell, Mattias Bylund, Serban Ghenea, Noah Goldstein, John Hanes, Sam Holland, Jean Marie Horvat, Carlo Montagnese, Jason Quenneville & Dave Reitzas, ingenieros/mezcladores de audio; Tom Coyne & Dave Kutch, ingeniero de masterización | [ 1 ] |

### Canción del año
| Ganador/Receptor                                                          | Nominados | Ref.  |
| ------------------------------------------------------------------------- | --- | ----- |
| - «Thinking Out Loud» - Ed Sheeran & Amy Wadge, compositores (Ed Sheeran) | - «Alright» - Kendrick Duckworth, Kawan Prather, Mark Anthony Spears & Pharrell Williams, compositores (Kendrick Lamar) - «Blank Space» - Max Martin, Shellback & Taylor Swift, compositores (Taylor Swift) - «Girl Crush» - Hillary Lindsey, Lori McKenna & Liz Rose, compositores (Little Big Town) - «See You Again» - Andrew Cedar, Justin Franks, Charlie Puth & Cameron Thomaz, compositores (Wiz Khalifa con Charlie Puth) | [ 1 ] |

### Mejor artista nuevo
| Ganador/Receptor | Nominados                                              | Ref.  |
| ---------------- | ------------------------------------------------------ | ----- |
| Meghan Trainor   | - Courtney Barnett - James Bay - Sam Hunt - Tori Kelly | [ 1 ] |

## Categorías específicas

### Pop
Mejor interpretación pop solista
| Ganador/Receptor                   | Nominados | Ref.   |
| ---------------------------------- | --- | ------ |
| - «Thinking Out Loud» – Ed Sheeran | - «Heartbeat Song» – Kelly Clarkson - «Love Me Like You Do» – Ellie Goulding - «Blank Space» – Taylor Swift - «Can't Feel My Face» – The Weeknd | [ 16 ] |

Mejor interpretación de pop de dúo/grupo
| Ganador/Receptor                             | Nominados | Ref.   |
| -------------------------------------------- | --- | ------ |
| - «Uptown Funk» – Mark Ronson con Bruno Mars | - «Ship to Wreck» – Florence + the Machine - «Sugar» – Maroon 5 - «Bad Blood» – Taylor Swift con Kendrick Lamar - «See You Again» – Wiz Khalifa con Charlie Puth | [ 16 ] |

Mejor álbum de pop tradicional
| Ganador/Receptor                                                            | Nominados | Ref.   |
| --------------------------------------------------------------------------- | --- | ------ |
| - The Silver Lining: The Songs Of Jerome Kern – Tony Bennett & Bill Charlap | - Shadows in the Night – Bob Dylan - Stages – Josh Groban - No One Ever Tells You – Seth MacFarlane - My Dream Duets – Barry Manilow (& varios artistas) | [ 16 ] |

Mejor álbum de pop vocal
| Ganador/Receptor      | Nominados | Ref.   |
| --------------------- | --- | ------ |
| - 1989 – Taylor Swift | - Piece By Piece – Kelly Clarkson - How Big, How Blue, How Beautiful – Florence + the Machine - Uptown Special – Mark Ronson - Before This World – James Taylor | [ 16 ] |

### Dance/electrónica
Mejor grabación dance
| Ganador/Receptor                                           | Nominados | Ref.   |
| ---------------------------------------------------------- | --- | ------ |
| - «Where Are Ü Now» — Skrillex and Diplo con Justin Bieber | - «We're All We Need» — Above & Beyond con Zoë Johnston - Andrew Bayer, Jono Grant, Tony McGuinness & Paavo Siljamäki, productores; Jono Grant, Tony McGuinness & Paavo Siljamäki, mezcladores - «Go» — The Chemical Brothers con Q-Tip - Tom Rowlands & Ed Simons, productores; Steve Dub Jones & Tom Rowlands, mezcladores - «Never Catch Me» — Flying Lotus con Kendrick Lamar - Steven Ellison, productor; Kevin Marques Moo, mezclador - «Runaway (U & I)» — Galantis - Linus Eklöw, Christian Karlsson & Svidden, productores; Linus Eklöw, Niklas Flyckt & Christian Karlsson, mezcladores - Sonny Moore & Thomas Pentz, productores; Sonny Moore & Thomas Pentz, mezcladores | [ 16 ] |

Mejor álbum de dance/electrónica
| Ganador/Receptor                                         | Nominados | Ref.   |
| -------------------------------------------------------- | --- | ------ |
| - Skrillex And Diplo Present Jack Ü — Skrillex and Diplo | - Our Love — Caribou - Born In The Echoes — The Chemical Brothers - Caracal — Disclosure - In Colour — Jamie xx | [ 16 ] |

### Contemporáneo instrumental
Mejor álbum contemporáneo instrumental
| Ganador/Receptor                          | Nominados | Ref. |
| ----------------------------------------- | --- | ---- |
| - Sylva — Snarky Puppy & Metropole Orkest | - Guitar In The Space Age! Bill Frisell - Love Language — Wouter Kellerman - Afrodeezia — Marcus Miller - The Gospel According To Jazz, Chapter IV — Kirk Whalum |      |

### Rock
| Ganador/Receptor                       | Nominados | Ref. |
| -------------------------------------- | --- | ---- |
| - «Don't Wanna Fight» — Alabama Shakes | - «What Kind of Man» — Florence + the Machine - «Something From Nothing» — Foo Fighters - «Ex's & Oh's» — Elle King - «Moaning Lisa Smile» — Wolf Alice |      |

'Mejor interpretación de metal
| Ganador/Receptor   | Nominados                                                                                             | Ref. |
| ------------------ | --- | ---- |
| - «Cirice» — Ghost | - «Identity» — August Burns Red - «512» — Lamb of God - «Thank You» — Sevendust - «Custer» — Slipknot |      |

| Ganador/Receptor                                                      | Nominados | Ref.   |
| --------------------------------------------------------------------- | --- | ------ |
| - «Don't Wanna Fight» - Alabama Shakes, compositores (Alabama Shakes) | - «Ex's & Oh's» - Dave Bassett & Elle King, compositores (Elle King) - «Hold Back the River» - Iain Archer & James Bay, compositores (James Bay) - «Lydia» - Richard Meyer, Ryan Meyer & Johnny Stevens, compositores (Highly Suspect) - «What Kind of Man» - John Hill, Tom Hull & Florence Welch, compositores (Florence + the Machine) | [ 16 ] |

Mejor álbum de rock
| Ganador/Receptor | Nominados | Ref.   |
| ---------------- | --- | ------ |
| - Drones — Muse  | - Chaos and the Calm — James Bay - Kintsugi — Death Cab For Cutie - Mister Asylum — Highly Suspect - .5: The Gray Chapter — Slipknot | [ 16 ] |

### Alternativa
Mejor álbum de música alternativa
| Ganador/Receptor                 | Nominados                                                                                            | Ref.   |
| -------------------------------- | --- | ------ |
| - Sound & Color — Alabama Shakes | - Vulnicura — Björk - The Waterfall — My Morning Jacket - Currents — Tame Impala - Star Wars — Wilco | [ 16 ] |

### R&B
Mejor interpretación de R&B
| Ganador/Receptor                                  | Nominados | Ref.   |
| ------------------------------------------------- | --- | ------ |
| - «Earned It (Fifty Shades Of Grey)» — The Weeknd | - «If I Don't Have You» — Tamar Braxton - «Rise Up» — Andra Day - «Breathing Underwater» — Hiatus Kaiyote - «Planes» — Jeremih con J. Cole | [ 16 ] |

Mejor interpretación de R&B tradicional
| Ganador/Receptor                       | Nominados | Ref.   |
| -------------------------------------- | --- | ------ |
| - «Little Ghetto Boy» — Lalah Hathaway | - «He Is» — Faith Evans - «Let It Burn» — Jazmine Sullivan - «Shame» — Tyrese - «My Favorite Part of You» — Charlie Wilson | [ 16 ] |

Mejor canción R&B
| Ganador/Receptor                                                                     | Nominados | Ref. |
| ------------------------------------------------------------------------------------ | --- | ---- |
| - «Really Love» - D'Angelo & Kendra Foster, compositores (D'Angelo and the Vanguard) | - «Coffee» - Brook Davis & Miguel Pimentel, compositores (Miguel) - «Earned It (Fifty Shades Of Grey)» - Ahmad Balshe, Stephan Moccio, Jason Quenneville & Abel Tesfaye, compositores (The Weeknd) - «Let It Burn» - Kenny B. Edmonds, Jazmine Sullivan & Dwane M. Weir II, compositores (Jazmine Sullivan) - «Shame» - Warryn Campbell, Tyrese Gibson & D.J. Rogers Jr, compositores (Tyrese) |      |

Mejor álbum urbano contemporáneo
| Ganador/Receptor                         | Nominados                                                                                                | Ref.   |
| ---------------------------------------- | --- | ------ |
| - Beauty Behind the Madness — The Weeknd | - Ego Death — The Internet - You Should Be Here — Kehlani - Blood — Lianne La Havas - Wildheart — Miguel | [ 16 ] |

Mejor álbum R&B
| Ganador/Receptor                              | Nominados | Ref.   |
| --------------------------------------------- | --- | ------ |
| - «Black Messiah» — D'Angelo and the Vanguard | - «Coming Home» — Leon Bridges - «Cheers to the Fall» — Andra Day - «Reality Show» — Jazmine Sullivan - «Forever Charlie» — Charlie Wilson | [ 16 ] |

### Rap
| Ganador/Receptor             | Nominados | Ref.   |
| ---------------------------- | --- | ------ |
| - «Alright» – Kendrick Lamar | - «Apparently» – J. Cole - «Back to Back» – Drake - «Trap Queen» – Fetty Wap - «Truffle Butter» – Nicki Minaj con Drake & Lil Wayne - «All Day» – Kanye West con Theophilus London, Allan Kingdom & Paul McCartney | [ 16 ] |

| Ganador/Receptor                                                   | Nominados | Ref.   |
| ------------------------------------------------------------------ | --- | ------ |
| - «These Walls» – Kendrick Lamar con Bilal, Anna Wise & Thundercat | - «One Man Can Change the World» – Big Sean con Kanye West & John Legend - «Glory» – Common & John Legend - Classic Man» – Jidenna con Roman GianArthur - «Only» – Nicki Minaj con Drake, Lil Wayne & Chris Brown | [ 16 ] |

Mejor canción rap
| Ganador/Receptor | Nominados | Ref.   |
| --- | --- | ------ |
| - «Alright» - Kendrick Duckworth, Kawan Prather, Mark Anthony Spears & Pharrell Williams, compositores (Kendrick Lamar) | - «All Day» - Ernest Brown, Tyler Bryant, Sean Combs, Mike Dean, Rennard East, Noah Goldstein, Malik Yusef Jones, Karim Kharbouch, Allan Kyariga, Kendrick Lamar, Paul McCartney, Victor Mensah, Charles Njapa, Che Pope, Patrick Reynolds, Allen Ritter, Kanye West, Mario Winans & Cydel Young, compositores (Kanye West con Theophilus London, Allan Kingdom & Paul McCartney) - «Energy» - Richard Dorfmeister, A. Graham, Markus Kienzl, M. O'Brien, M. Samuels & Phillip Thomas, compositores (Drake) - «Glory» - Lonnie Lynn, Che Smith & John Stephens, compositores (Common & John Legend) - «Trap Queen» - Tony Fadd & Willie J. Maxwell, compositores (Fetty Wap) | [ 16 ] |

Mejor álbum rap
| Ganador/Receptor                       | Nominados | Ref. |
| -------------------------------------- | --- | ---- |
| - To Pimp a Butterfly – Kendrick Lamar | - 2014 Forest Hills Drive — J. Cole - Compton – Dr. Dre - If Youre Reading This Its Too Late – Drake - The Pinkprint – Nicki Minaj |      |

### Country
Mejor interpretación de country solista
| Ganador/Receptor                | Nominados | Ref. |
| ------------------------------- | --- | ---- |
| - «Traveller» – Chris Stapleton | - «Burning House» – Cam - «Little Toy Guns» – Carrie Underwood - «John Cougar, John Deere, John 3:16» – Keith Urban - «Chances Are» – Lee Ann Womack |      |

| Ganador/Receptor                 | Nominados | Ref. |
| -------------------------------- | --- | ---- |
| - «Girl Crush» – Little Big Town | - «Stay A Little Longer» – Brothers Osborne - «If I Needed You» – Joey+Rory - «The Driver» – Charles Kelley, Dierks Bentley & Eric Paslay - «Lonely Tonight» – Blake Shelton con Ashley Monroe |      |

Mejor canción country'
| Ganador/Receptor                                                                          | Nominados | Ref. |
| ----------------------------------------------------------------------------------------- | --- | ---- |
| - «Girl Crush» - Hillary Lindsey, Lori McKenna & Liz Rose, compositores (Little Big Town) | - «Chances Are» - Hayes Carll, compositor (Lee Ann Womack) - «Diamond Rings and Old Barstools» - Barry Dean, Luke Laird & Jonathan Singleton, compositores (Tim McGraw) - «Hold My Hand» - Brandy Clark & Mark Stephen Jones, compositores (Brandy Clark) - «Traveller» - Chris Stapleton, compositor (Chris Stapleton) |      |

Mejor álbum country
| Ganador/Receptor              | Nominados | Ref. |
| ----------------------------- | --- | ---- |
| - Traveller – Chris Stapleton | - Montevallo – Sam Hunt - Pain Killer– Little Big Town - The Blade– Ashley Monroe - Pageant Material – Kacey Musgraves |      |

### New age
Mejor álbum new age
| Ganador/Receptor         | Nominados                                                                                                   | Ref. |
| ------------------------ | --- | ---- |
| - Grace – Paul Avgerinos | - Bhakti Without Borders – Madi Das - Voyager – Catherine Duc - Love – Peter Kater - Asia Beauty – Ron Korb |      |

### Jazz
Mejor Interpretación Solista de Jazz instrumental
| Ganador/Receptor                 | Nominados | Ref. |
| -------------------------------- | --- | ---- |
| - «Cherokee» – Christian McBride | - «Giant Steps» – Joey Alexander - «Arbiters of Evolution» – Donny McCaslin - «Friend or Foe» – Joshua Redman - «Past Present» – John Scofield |      |

Mejor Álbum de Jazz Vocal
| Ganador/Receptor                           | Nominados | Ref. |
| ------------------------------------------ | --- | ---- |
| - For One to Love – Cécile McLorin Salvant | - Many a New Day: Karrin Allyson Sings Rodgers & Hammerstein – Karrin Allyson - Find a Heart – Denise Donatelli - Flirting With Disaster – Lorraine Feather - Jamison – Jamison Ross |      |

Mejor Álbum de Jazz Instrumental
| Ganador/Receptor               | Nominados | Ref. |
| ------------------------------ | --- | ---- |
| - Past Present – John Scofield | - My Favorite Things – Joey Alexander - Breathless – Terence Blanchard Featuring The E-Collective - Covered: Recorded Live at Capitol Studios – Robert Glaser & The Robert Glasper Trio - Beautiful Life – Jimmy Greene |      |

Mejor Álbum de Jazz Conjunto
| Ganador/Receptor                                  | Nominados | Ref. |
| ------------------------------------------------- | --- | ---- |
| - The Thompson Fields – Maria Schneider Orchestra | - Lines of Color – Gil Evans Project - Köln – Marshall Gilkes & WDR Big Band - Cuba: The Conversation Continues – Arturo O'Farrill & The Afro Latin Jazz Orchestra - Home Suite Home – Patrick Williams |      |

Mejor Álbum de Jazz Latino
| Ganador/Receptor                | Nominados | Ref. |
| ------------------------------- | --- | ---- |
| - Made in Brazil – Elaine Elias | - Suite Caminos – Gonzalo Rubalcaba - Intercambio – Wayne Wallace Latin Jazz Quintet - Identities are Changeable – Miguel Zenón |      |

### Gospel/cristiana contemporánea
Mejor Canción Evangélica
| Ganador/Receptor                    | Nominados | Ref. |
| ----------------------------------- | --- | ---- |
| - "Wanna Be Happy?" – Kirk Franklin | - Worth (en Vivo) – Anthony Brown & Group Therapy - Intentional – Travis Greene - How Awesome Is Our God (En Vivo) – Israel & Newbreed feat. Yolanda Adams - Worth Fighting (En Vivo) – Brian Courtney Wilson |      |

Mejor Interpretación de Música Cristiana Contemporánea
| Ganador/Receptor                      | Nominados | Ref. |
| ------------------------------------- | --- | ---- |
| - Holy Spirit – Francesca Battistelli | - Lift Your Head Weary Sinner – Crowder - Because He Lives – Matt Maher - Soul on Fire – Third Day feat. All Sons & Daughters - Feel It – TobyMac feat. Mr. Talkbox |      |

Mejor Álbum Gospel
| Ganador/Receptor                                       | Nominados | Ref. |
| ------------------------------------------------------ | --- | ---- |
| - Covered: Alive en Asia (En Vivo) – Israel & Newbreed | - Destined – Karen Clark Sheard - Living It – Dorinda Clark-Cole - One Place Live – Tasha Cobbs - Life Music: Stage Two – Jonathan McReynolds |      |

Mejor Álbum de Música Cristiana Contemporánea
| Ganador/Receptor               | Nominados | Ref. |
| ------------------------------ | --- | ---- |
| - This Is Not a Test – TobyMac | - Whatever the Road – Jason Crabb - How Can It Be – Lauren Daigle - Saints and Sinners – Matt Maher - Love Ran Red – Chris Tomlin |      |

Mejor Álbum de Raíces Evangélicas
| Ganador/Receptor                             | Nominados                                                              | Ref. |
| -------------------------------------------- | ---------------------------------------------------------------------- | ---- |
| - Still Rockin' My Soul – The Fairfield Four | - Pray Now – Karen Peck y New River - Directions Home – Point of Grace |      |

### Latina
Mejor Álbum de Pop Latino
| Ganador/Receptor                                           | Nominados                                                                                               | Ref. |
| ---------------------------------------------------------- | --- | ---- |
| - A quien quiera escuchar (edición de lujo) – Ricky Martin | - Terral – Pablo Alborán - Healer – Alex Cuba - Sirope – Alejandro Sanz - Algo sucede – Julieta Venegas |      |

Mejor álbum de rock latino o alternativo
| Ganador/Receptor                                      | Nominados | Ref. |
| ----------------------------------------------------- | --- | ---- |
| - Hasta la Raíz – Natalia Lafourcade - Dale – Pitbull | - Amanecer – Bomba Estéreo - Mondongo – La Cuneta Son Machín - Hasta la Raíz – Natalia Lafourcade - Caja De Música – Monsieur Periné - Dale – Pitbull |      |

Mejor Álbum de Música Regional Mexicana (incluyendo Tejana)
| Ganador/Receptor                                      | Nominados | Ref. |
| ----------------------------------------------------- | --- | ---- |
| - Realidades - edición de lujo – Los Tigres del Norte | - Mi Vicio Más Grande – Banda El Recodo De Don Cruz Lizárraga - Ya Dime Adiós – La Maquinaria Norteña - Zapateando – Los Cojolites - Tradición, Arte Y Pasión – Mariachi Los Camperos De Nati Cano |      |

Mejor Álbum Tropical Latino
| Ganador/Receptor                                              | Nominados | Ref. |
| ------------------------------------------------------------- | --- | ---- |
| - Son de Panamá – Rubén Blades con Roberto Delgado & Orquesta | - Tributo a los compadres: no quiero llanto – José Alberto «El Canario» & Septeto Santiaguero - Presente continuo – Guaco - Todo tiene su hora – Juan Luis Guerra 4.40 - Que suenen los tambores – Victor Manuelle |      |

### Música americana
Mejor Álbum de Música Americana
| Ganador/Receptor                          | Nominados | Ref. |
| ----------------------------------------- | --- | ---- |
| - Something More Than Free – Jason Isbell | - The Firewatcher's Daughter – Brandi Carlile - The Traveling Kind – Emmylou Harris & Rodney Crowell - Mono – The Mavericks - The Phosphorescent Blues – Punch Brothers |      |

### Reggae
Mejor Álbum Reggae
| Ganador/Receptor                   | Nominados | Ref. |
| ---------------------------------- | --- | ---- |
| - Strictly Roots – Morgan Heritage | - Branches From The Same Tree – Rocky Dawuni - The Cure – Jah Cure - Acousticalevy – Barrington Levy - Zion Awake – Luciano |      |

### World music
Mejor Álbum de Música Mundial
| Ganador/Receptor          | Nominados | Ref. |
| ------------------------- | --- | ---- |
| - Sings – Angélique Kidjo | - Gilbertos Samba Ao Vivo – Gilberto Gil - Music from Inala – Ladysmith Black Mambazo con Ella Spira y The Inala Ensemble - Home – Anoushka Shankar - I Have No Everything Here – Proyecto Zomba Prison |      |

### Infantil
| Ganador/Receptor    | Nominados | Ref. |
| ------------------- | --- | ---- |
| - Home – Tim Kubart | - My Little Pony Equestria Girls: The Friendship Games – Daniel Ingram - ¡Come Bien! Eat Right! – José Luis Orozco - Dark Pie Concerns – Gustafer Yellowgold - How Great Can This Day Be – Lori Henriques |      |

### Hablado
Mejor álbum hablado (Incluye poesía, libros de audio y la narración)
| Ganador/Receptor                                    | Nominados | Ref. |
| --------------------------------------------------- | --- | ---- |
| - A Full Life: Reflections at Ninety – Jimmy Carter | - Blood on Snow (Jo Nesbø) – Patti Smith - Brief Encounters: Conversations, Magic Moments, y Assorted Hijinks – Dick Cavett - Patience and Sarah (Isabel Miller) – Janis Ian & Jean Smart - Yes Please – Amy Poehler & (Varios Artistas) |      |

### Comedia
Mejor Álbum de Comedia
| Ganador/Receptor                             | Nominados | Ref. |
| -------------------------------------------- | --- | ---- |
| - Live at Madison Square Garden – Louis C.K. | - Back to the Drawing Board – Lisa Lampanelli - Brooklyn (album)/Brooklyn – Wyatt Cenac - Happy. And a Lot. – Jay Mohr - Just Being Honest – Craig Ferguson |      |

### Vídeo musical/filme
| Ganador/Receptor                                | Nominados | Ref.   |
| ----------------------------------------------- | --- | ------ |
| - «Bad Blood» — Taylor Swift con Kendrick Lamar | - «LSD» — ASAP Rocky - «I Feel Love (Every Million Miles)» — The Dead Weather - «Alright» — Kendrick Lamar - «Freedom» — Pharrell Williams | [ 16 ] |

Mejor película musical
| Ganador/Receptor                                                            | Nominados | Ref.   |
| --------------------------------------------------------------------------- | --- | ------ |
| - «Amy (Amy Winehouse)» — Asif Kapadia, director; James Gay-Rees, productor | - «Mr. Dynamite: The Rise of James Brown (James Brown)» — Alex Gibney, director; Peter Afterman, Blair Foster, Mick Jagger y Victoria Pearman, productores - «Sonic Highways (Foo Fighters)» — Dave Grohl, director; John Cutcliffe, John Silva, Gaby Skolnek y Kristen Welsh, productores - «What Happened, Miss Simone? (Nina Simone)» — Liz Garbus, director; Liz Garbus, Amy Hobby, Jayson Jackson y Justin Wilkes, productores - «The Wall (Roger Waters)» — Sean Evans y Roger Waters, directores; Clare Spencer y Roger Waters, productores | [ 16 ] |

## Artistas con múltiples nominaciones y premios
Se toma como referencia si son o no posibles receptores del premio, y no cuantas veces son mencionados en las especificaciones de cada categoría.
| Nueve: - Kendrick Lamar | Siete: - Taylor Swift - The Weeknd | Seis: - Max Martin | Cinco: - Tom Coyn - Drake - Florence and the Machine - Serban Ghenea - John Hanes | Cuatro: - Alabama Shakes - Sam Holland - John Legend - Ali Payami - Ed Sheeran - Chris Stapleton - Florence Welch - Kanye West - Pharrell Williams |

Tres:
- James Bay
- J. Cole
- Common
- D'Angelo
- Diplo
- Wiz Khalifa
- Morten Lindberg
- Matt Maher
- Nicki Minaj
- Stephan Moccio
- Punch Brothers
- Charlie Puth
- Jason Quenneville
- Mark Ronson
- Shellback
- Jazmine Sullivan

Dos:
- Joey Alexander
- Kristian Bezuidenhout
- Jeff Bhasker
- Bilal
- Mattias Bylund
- Andrew Cedar
- The Chemical Brothers
- Kelly Clarkson
- Dave Cobb
- Andra Day
- DJ Frank E
- Shawn Everett
- Béla Fleck
- Flying Lotus
- Foo Fighters
- Marshall Gilkes
- Noah Goldstein
- Jimmy Greene
- Buddy Guy
- Emmylou Harris
- Highly Suspect
- Sam Hunt
- Michael Ilbert
- Jason Isbell
- Israel & Newbreed
- Elle King
- Marina A. Ledin
- Victor Ledin
- Lil Wayne
- Hillary Lindsey
- Little Big Town
- Bob Ludwig
- Raul Malo
- Bruno Mars
- Paul McCartney
- Lori McKenna
- Miguel
- Blake Mills
- Ashley Monroe
- Ludovic Morlot
- Arturo O'Farrill
- Antonio Pappano
- Liz Rose
- Nathan Scherrer
- Maria Schneider
- John Scofield
- Judith Sherman
- Nadia Shpachenko
- Skrillex
- Slipknot
- Mark Anthony Spears
- Thundercat
- Tobymac
- Tyrese
- The Vanguard
- Fetty Wap
- Abigail Washburn
- Patrick Williams
- Charlie Wilson
- Anna Wise

Los siguientes recibieron varios premios:
Cuatro:
| - Kendrick Lamar | Tres - Alabama Shakes - Taylor Swift |

Dos:
- Jeff Bhasker
- Tom Coyne
- D'Angelo
- Diplo
- Serban Ghenea
- Jason Isbell
- Bruno Mars
- Mark Ronson
- Maria Schneider
- Ed Sheeran
- Skrillex
- Chris Stapleton
- The Weeknd

## In Memoriam
- Allen Toussaint
- Maurice White
- B.B. King
- Glenn Frey
- David Bowie
- Ben E. King
- Signe Toly Anderson
- Paul Kantner
- Dan Hicks
- Lemmy Kilmister
- Scott Weiland
- Chris Squire
- Gary Richrath
- Lesley Gore
- Lynn Anderson
- Billy Joe Royal
- Buddy Emmons
- Johnny Gimble
- Billy Sherrill
- Percy Sledge
- Michael Masser
- William Guest
- Yvonne Wright
- Mic Gillette
- Joseph Robinson Jr.
- Kool DJ AJ
- Big Kap
- Joan Sebastian
- Clark Terry
- Ornette Coleman
- Phil Woods
- Paul Bley
- Orrin Keepnews
- James Horner
- Robert Stigwood
- Bruce Lundvall
- Billy Ray Hearn
- Stan Cornyn
- Jerry Weintraub
- René Angélil
- Larry Rosen
- Doug Sax
- Cory Wells
- Al Bunetta
- Bill Arhos
- Stan Freberg
- Jimmie Haskell
- Pierre Boulez
- Kurt Masur
- Robert Craft
- Gunther Schuller
- Bobbie Bailey
- Natalie Cole